# Spice Engineering

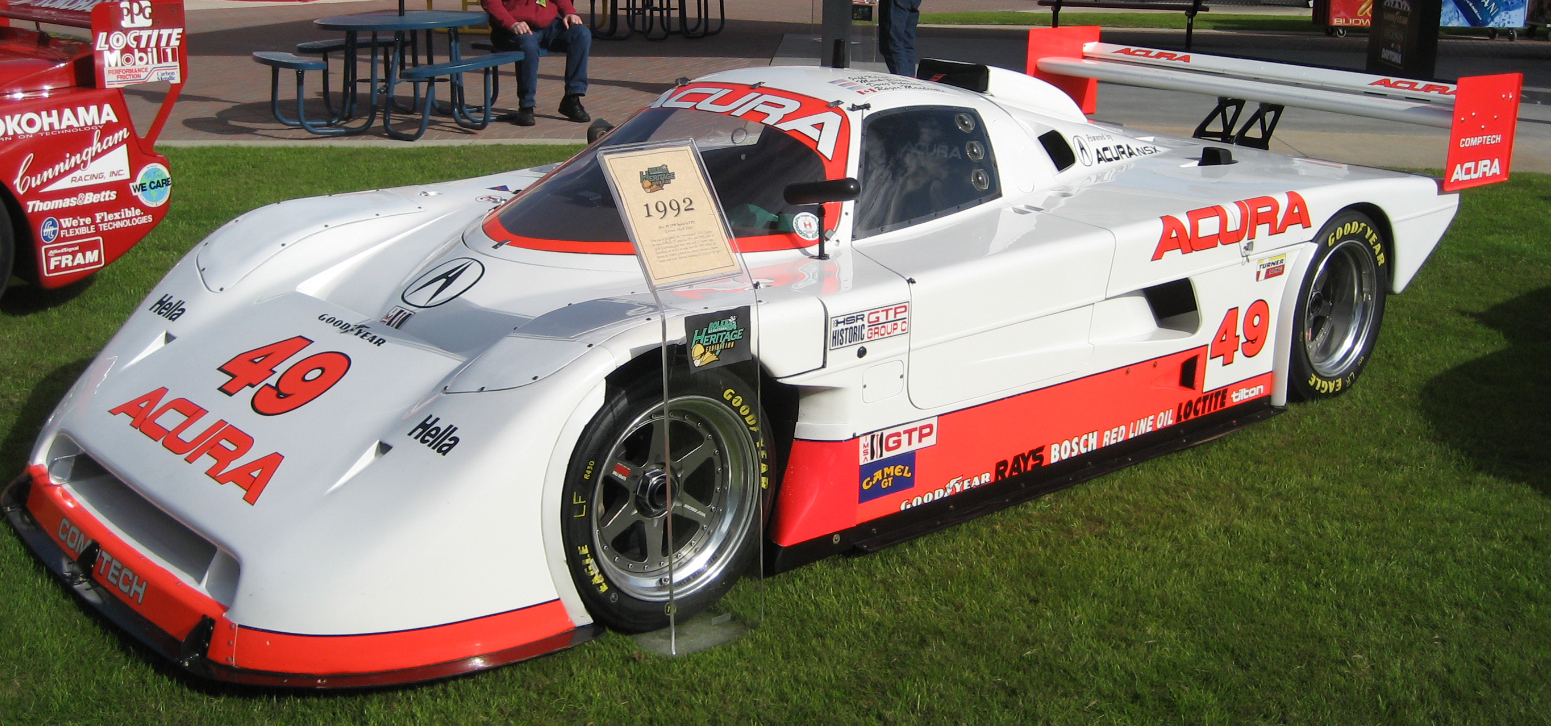
Una Spice SE91P motorizzata Acura per l'IMSA GT Championship

La Spice Engineering è stata una scuderia automobilistica britannica fondata dal pilota Gordon Spice e da suo fratello Derek Spice nei primi anni ottanta, che a partire dal 1986 è diventata una casa costruttrice di automobili da competizione, categoria sportprototipi, ottenendo molti successi sportivi. Ha gareggiato sia in Europa (nel World Sportscar Championship) che in nord America (nell'IMSA GT Championship), legandosi talvolta a grandi case costruttrici come General Motors e Honda, talvolta a costruttori artigianali di motori da competizione come la Comptech.

## Storia

### La scuderia
Dopo che tra il 1982 e il 1983 erano stati coinvolti nel progetto, poi abortito, della Ford C100 "Mark3", al debutto come scuderia, Gordon e Derek Spice, impiegarono vetture prodotte dalla Tiga iscrivendosi al World Sportscar Championship nella categoria C2, dove gareggiavano i privati. La loro prima stagione fu quella del 1984, quando riuscirono a ottenere cinque vittorie di classe e contribuirono a far sì che la Tiga conquistasse il terzo posto nella classifica costruttori. L'anno seguente il settore progettazione della scuderia cominciò a ingrandirsi, assistendo la stessa Tiga nello sviluppo della sua nuova Tiga GC85. Gordon Spice e Ray Bellm ottennero altre cinque vittorie di classe in quella stagione, inclusa quella alla at the 24 Ore di Le Mans, conquistando così il titolo riservato alle squadre.
Per la stagione 1986 la Spice realizzò in proprio le sue vetture per il mondiale endurance ed espanse il suo campo d'azione all'IMSA GT Championship, dove contribuirono alla realizzazione della vettura della Pontiac nella categoria Camel Lights. Intanto nel mondiale Spice ottenne altre due vittorie, ma perse il titolo team a favore della Ecurie Ecosse, riprendendoselo nel 1987 grazie a sette successi e riconfermandosi nel 1988, dove ottenne dieci vittorie di classe su undici gare di campionato.
L'aver vinto tre titoli in cinque anni convinse la scuderia a fare il salto nella categoria C1, la Classe regina delle gare di durata, dove per la stagione 1989 si sarebbe confrontata direttamente con grandi case automobilistiche come Mercedes-Benz, Porsche, Jaguar, Nissan, Toyota e Aston Martin. Quell'anno la Spice si classificò solo nona nel campionato riservato alle scuderie, migliorandosi l'anno seguente e salendo al quarto posto (davanti alla squadra ufficiale Toyota e a vari team clienti Porsche) principalmente grazie all'abbandono del campionato da parte di molti concorrenti.
Un cambio regolamentare per la stagione 1991 del mondiale endurance spinse la Spice a concentrarsi sull'IMSA GT Championship, in quanto non era possibile iscrivere al mondiale la loro vecchia vettura e non vi erano abbastanza fondi per realizzarne una che rispettasse le nuove regole. Comunque la Euro Racing ottenne una serie di buoni risultati nel mondiale grazie alla Spice SE90C, inclusi quattro quarti posti, che portarono il team al quarto posto in campionato e i piloti Cor Euser e Charles Zwolsman al quinto e sesto posto finale. Da rimarcare che un'altra Spice fu l'unica vettura di classe C1 a vedere il traguardo della 24 Ore di Le Mans 1991. La stagione successiva vide la scuderia Chamberlain Engineering schierare con successo una vecchia Spice SE89C nel morente mondiale endurance, ottenendo parecchi punti, salendo sul terzo gradino del podio alla 500km di Silverstone e finendo quarta in campionato, col suo pilota di punta Ferdinand de Lesseps arrivato settimo nella classifica finale piloti. La Chamberlain dominò anche la FIA Cup, con de Lesseps che vinse tutti e sei le gare. In seguito alla scomparsa nell'IMSA della categoria GTP alla fine del 1993, la Spice si ritirò dal settore delle Sportprototipo.

### La casa costruttrice

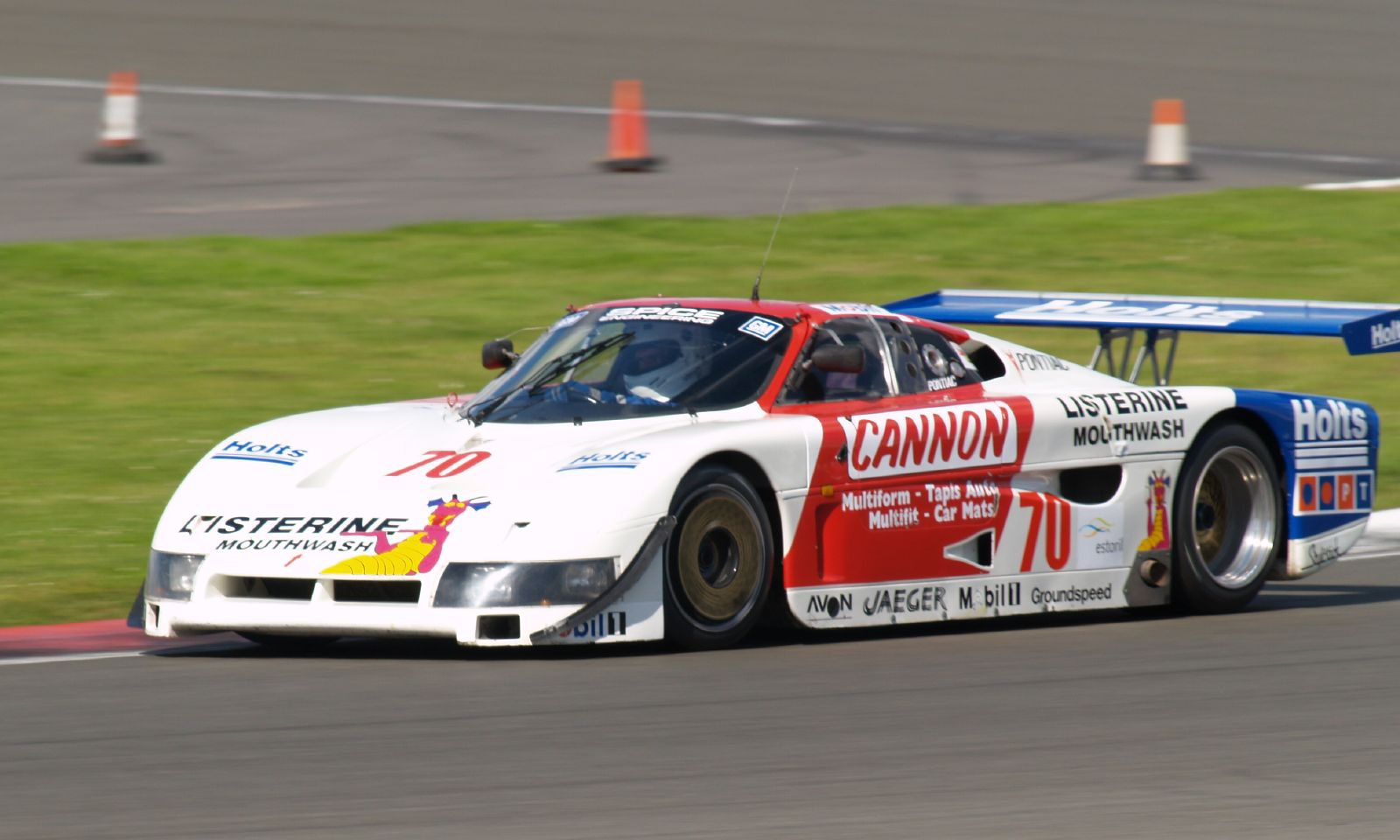
Uno dei primi telai Spice SE86, che venne ridenominato Pontiac Fiero GTP.

In seguito all'esperienza maturata grazie alla collaborazione sul progetto Tiga GC85, Gordon Spice decise di costruire in proprio i suoi telai sia per la categoria C2 del mondiale Endurance che per la categoria Lights del campionato IMSA GT, dove (collaborando con la General Motors) usò motori Pontiac al posto dei Ford-Cosworth che usava in Europa. Il primo progetto fu la SE86, con SE che stava per Spice Engineering e 86 per l'anno di costruzione, il 1986. Questo schema di denominazione sarebbe stato poi applicato a quasi tutti i telai Spice.
Avendo ottenuto innumerevoli successi con le sue vetture della classe inferiore, la Spice decise di cimentarsi con le più grandi e performanti C1 e GTP, realizzando la SE89, che fu sostituita l'anno seguente dalla SE90, una vettura che ottenne un considerevole successo commerciale portando la casa costruttrice a realizzarne quasi 30 esemplari (contando tutte le versioni), con cui i suoi clienti ottennero parecchie vittorie. Al contempo la Spice cessò il rapporto con la General Motors, legandosi alla Honda e diventandone il team ufficiale con le sue SE90 spinte da motori ribattezzati Acura (il marchio di vetture di lusso della casa giapponese).
Per il 1992 la Spice cominciò lo sviluppo di nuovi progetti per rimpiazzare le vecchie vetture, ma problemi finanziari colpirono la Casa prima di poter realizzare e vendere i nuovi prodotti. L'ultimo progetto della Spice fu completato nel 1993, quando il mondiale endurance era stato cancellato e l'IMSA aveva emesso nuovi regolamenti che prevedevano vetture barchetta (anziché coupé) per la stagione 1994. Comunque, sebbene la Spice non realizzasse più vetture nuove, molte scuderie modificarono in proprio i telai preesistenti, rimuovendone il tetto e adeguandoli ai nuovi regolamenti e alcuni di questi esemplari pesantemente modificati si mantennero competitivi fino al 1999.
Durante l'impegno della Spice come squadra ufficiale Pontiac, la casa britannica realizzò anche alcune Pontiac Fiero da competizione per le classi IMSA GTO e GTU (riservate alle derivate dalla serie), le uniche vetture realizzate dalla casa partendo da vetture di serie.

## Ultimi progetti
In seguito al collasso dei più importanti campionati per sportprototipi accaduto durante i primi anni novanta, la Spice pensò di produrre vetture stradali da cui derivare auto da competizione per i neonati campionati riservati alle Gran turismo. L'azienda annunciò anche un ambizioso programma per realizzare una Formula 1 nella sua nuova sede in Australia. Comunque il programma non decollò e da lì a poco la Spice chiuse i battenti.

## Vittorie
Sia come scuderia che come costruttore la Spice ottenne molti successi durante la sua storia a cavallo degli anni ottanta e novanta

### Titoli e vittorie per team
Nota: l'IMSA non attribuiva il titolo durante il periodo in cui la Spice vi gareggiò
- World Sportscar Championship - 1985, 1987, 1988
- 24 Ore di Le Mans (vittorie di classe) - 1985, 1987, 1988
- 24 Ore di Daytona (vittorie di classe) - 1987

### Titoli e vittorie per costruttori
- World Sportscar Championship - 1987, 1988, 1989, 1992
- IMSA GT Championship - 1987, 1988, 1991, 1992, 1993, 1994
- 24 Ore di Le Mans (vittorie di classe) - 1987, 1988, 1990, 1991
- 24 Ore di Daytona (vittorie di classe) - 1987, 1991, 1992, 1994